# Julius Morris
Julius Morris (Plymouth, 14 aprile 1994) è un velocista montserratiano.

## Palmarès
| Anno | Manifestazione            | Sede       | Evento      | Risultato  | Prestazione | Note                                     |
| ---- | ------------------------- | ---------- | ----------- | ---------- | ----------- | ---------------------------------------- |
| 2012 | Giochi CARIFTA U18        | Hamilton   | 100 m piani | Batteria   | 11"00       |                                          |
| 2012 | Giochi CARIFTA U18        | Hamilton   | 200 m piani | Batteria   | 23"01       |                                          |
| 2013 | Campionati CAC            | Morelia    | 100 m piani | Batteria   | 10"54       |                                          |
| 2013 | Campionati CAC            | Morelia    | 200 m piani | Batteria   | 21"66       |                                          |
| 2014 | Giochi del Commonwealth   | Glasgow    | 100 m piani | Batteria   | 10"55       | Miglior prestazione personale stagionale |
| 2014 | Giochi del Commonwealth   | Glasgow    | 200 m piani | Batteria   | 21"44       |                                          |
| 2014 | Giochi del Commonwealth   | Glasgow    | 4×100 m     | Batteria   | dq          |                                          |
| 2014 | Campionati NACAC under 23 | Kamloops   | 100 m piani | 4º         | 10"41       |                                          |
| 2014 | Campionati NACAC under 23 | Kamloops   | 200 m piani | 4º         | 20"52       |                                          |
| 2015 | Campionati NACAC          | San José   | 100 m piani | Semifinale | 10"06       |                                          |
| 2015 | Campionati NACAC          | San José   | 200 m piani | 4º         | 20"48       |                                          |
| 2015 | Mondiali                  | Pechino    | 200 m piani | Batteria   | 20"56       |                                          |
| 2016 | Mondiali indoor           | Portland   | 60 m piani  | Batteria   | 6"58        |                                          |
| 2017 | Mondiali                  | Londra     | 200 m piani | dns        | dns         |                                          |
| 2018 | Giochi del Commonwealth   | Gold Coast | 200 m piani | Semifinale | 20"69       |                                          |
| 2018 | Campionati NACAC          | Toronto    | 100 m piani | Semifinale | 10"50       |                                          |
| 2018 | Campionati NACAC          | Toronto    | 200 m piani | Batteria   | 21"11       |                                          |
| 2022 | Giochi del Commonwealth   | Birmingham | 100 m piani | Batteria   | 10"56       | Miglior prestazione personale stagionale |
| 2022 | Giochi del Commonwealth   | Birmingham | 200 m piani | Batteria   | 21"57       | Miglior prestazione personale stagionale |
| 2022 | Giochi del Commonwealth   | Birmingham | 4×100 m     | Batteria   | 41"47       | Record nazionale                         |